# Fernsehturm Taschkent
Der Fernsehturm Taschkent in der usbekischen Hauptstadt Taschkent ist der höchste Fernsehturm in Zentralasien und gehört weltweit zu den höchsten. Er ist eines der modernen Wahrzeichen der Stadt. Der markante Stahlturm verfügt über zwei getrennte Turmkörbe und eine Dreibein-Stützkonstruktion.

## Geschichte
Der erste Entwurf für den Fernsehturm Taschkent wurde Anfang der 1970er Jahre gemacht. Nach sechsjähriger Bauzeit wurde er am 15. Januar 1985 eröffnet.
Im September 2008 wurde von der deutschen Firma Kathrein eine Sendeanlage für DVB-T in 220 Meter Höhe in Betrieb genommen. Mit dieser Inbetriebnahme begann die digitale, terrestrische Versorgung von Usbekistan. Planungen sehen vor, in den nächsten Jahren das gesamte Land mit DVB-T und DVB-H zu versorgen.

## Beschreibung
Sowohl moderne wie auch traditionelle usbekische Stilelemente sind im Turm architektonisch eingebunden. Die optische Erscheinung erinnert dabei bewusst an eine startende Rakete. Der Turm wirkt trotz seiner Höhe von 375 Metern und durch die orientalischen Metallornamente sehr filigran. Drei markante Stützpfeiler bilden die Basis. Im Kreuzungspunkt der Stützpfeiler befinden sich zwei Drehrestaurants mit Plätzen für 120 Personen. Das „Blaue Restaurant“ auf 105 Meter Höhe ist im nationalen usbekischen Stil gehalten. Es ist mit Gemälden, welche Szenen der Geschichte Usbekistans zeigen, an den Wänden geschmückt. Das „Rote Restaurant“ auf 110 Meter repräsentierte den kosmopolitischen Anspruch der Sowjetunion. Inzwischen ist es umgestaltet worden und repräsentiert eher die moderne westliche Welt.
Der Fernsehturm verfügt darüber hinaus neben einer Aussichtsplattform über eine Sendeeinrichtung und eine Wetterstation. Etwa 70.000 Besucher pro Jahr besuchen den Fernsehturm. Auf 115 Meter Höhe befinden sich die für die Öffentlichkeit nicht zugänglichen Technikräume.
Die Antennenkonstruktion, die bei 223,5 Metern beginnt, verjüngt sich bis zur Spitze hin in fünf Schritten von 4 Metern auf 0,72 Meter im Durchmesser. Der Turmbau besteht aus zwei getrennten Turmkörben. Der untere ist fünfstöckig und beherbergt die beiden Drehrestaurants, die Aussichtsplattform sowie Räume für den Service und Technik. Der obere auf rund 220 Meter Höhe ist zweistöckig und nicht für die Öffentlichkeit zugänglich. Bemerkenswert ist die vom Boden bis zum oberen Turmkorb durchgehende gitterförmige Struktur, die den Turmschaft bildet. Diese inneren miteinander verbundenen Teile im Schaft erhöhen die Elastizität was für die Erdbebensicherheit und wetterbedingten Wärmeausdehnung des Bauwerks von Vorteil ist. Der Fernsehturm verfügt über insgesamt drei Aufzüge.